# Bloc Nacional Jueu
El Bloc Nacional Jueu (en letó: Ebreju nacionālais bloks) fou una coalició electoral letona a la dècada de 1920, conformada pel Histadruth Hacionith, el Partit Nacional Demòcrata Jueu i el Mizrahí.
L'aliança va concórrer a les eleccions de l'Assemblea Constituent de 1920 com a «Bloc Jueu», guanyant cinc escons. Per a les eleccions de 1922 canvià el nom a «Bloc Nacional Jueu», però només obtingué dos escons. Després, el bloc es va dissoldre, amb el tres partits concorrent per separat a les eleccions de 1925. Mizrahí guanyà un sol escó, mentre que la resta no van superar la barrera electoral necessària.